# ГЕС Джона Дея
ГЕС Джона Дея— гідроелектростанція у штаті Вашингтон (Сполучені Штати Америки). Знаходячись між ГЕС McNary (вище за течією) та ГЕС The Dalles, входить до складу каскаду на річці Колумбія, котра починається у Канаді та має устя на узбережжі Тихого океану на межі штатів Вашингтон та Орегон.
В межах проекту річку перекрили греблею висотою 67 метрів та довжиною 1719 метрів, яка включає основну бетонну частину із водоскидами та машинним залом, а також прилягаючу до неї праворуч насипну секцію. Ця споруда утримує витягнуте по долині Колумбії на 122 км водосховище Лейк-Уматілла з площею поверхні 219 км2 та об'ємом 3,12 млрд м3, в якому припустиме коливання рівня у операційному режимі між позначками 78 та 82 метри НРМ. У складі комплексу також існує судноплавний шлюз з розмірами камери 198х26 метрів.
Основне обладнання станції становлять шістнадцять турбін типу Каплан потужністю по 135 МВт, які працюють при напорі від 25 до 34 метрів (номінальний напір 29 метрів) та забезпечують виробництво 8,4 млрд кВт-год електроенергії.